# 3本指サイン

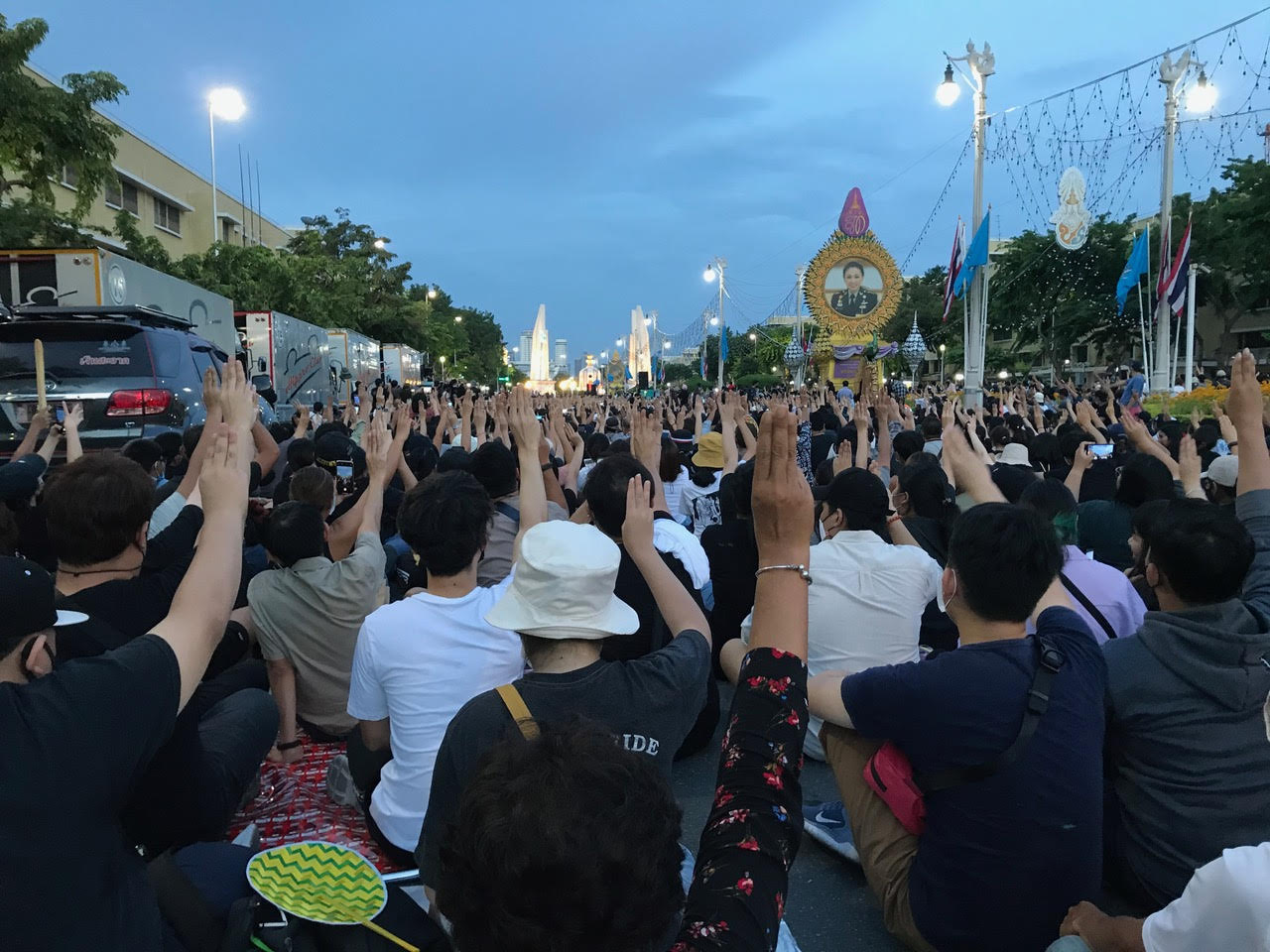
2020年8月16日にタイ・バンコクでおこなわれた、憲法改正と君主制改革を要求するデモ。民主記念塔の前で、参加者が3本指を掲げている。

3本指サイン（さんぼんゆびサイン）は、主にアジア圏で用いられる、民主主義の支持をあらわすジェスチャーである。もともと小説および映画『ハンガー・ゲーム』における抗議のサインであったものが、2014年タイ軍事クーデターの抗議をあらわすサインとして用いられたのがそのはじまりであり、のちにミャンマー・香港・カンボジアといった周辺地域においても用いられるようになった。

## 起源
同サインの起源はスーザン・コリンズの小説シリーズ『ハンガー・ゲーム』および、その映画版である。同作は近未来の北アメリカに位置する独裁国家「パネム」を舞台とする作品で、政府主催の国内12地区の代表者が参加する殺し合いのゲーム、「ハンガー・ゲーム」に参加させられることとなった16歳の少女、カットニス・エバディーンを主人公とする。ゲームの模様はテレビ中継され、最後まで生き延びた1人には巨額の賞金が与えられる。
作中における3本指サインは、カットニスの住む第12地区の古いジェスチャーであり、「感謝、称賛、愛する人との別れ」を意味する。カットニスはシリーズ第一部において、第12地区の代表者となってしまった妹の身代わりとして「ハンガー・ゲーム」に出場することになり、ほかの12地区の人びとは彼女に3本指をもって敬意を示した。カットニスは同じくゲームに参加してしまうことになった11地区の少女・ルーと協働し、彼女が亡くなるとこのジェスチャーをもって追悼した。これを契機として、作中世界では11地区を皮切れに3本指のサインが中央政府への抗議を意味するものとして用いられるようになった。同映画には、3本指サインで抗議の意思を示した市民が政府によって強制的に排除させられる強烈なシーンがある。

## アジアの民主化運動における利用

### タイ

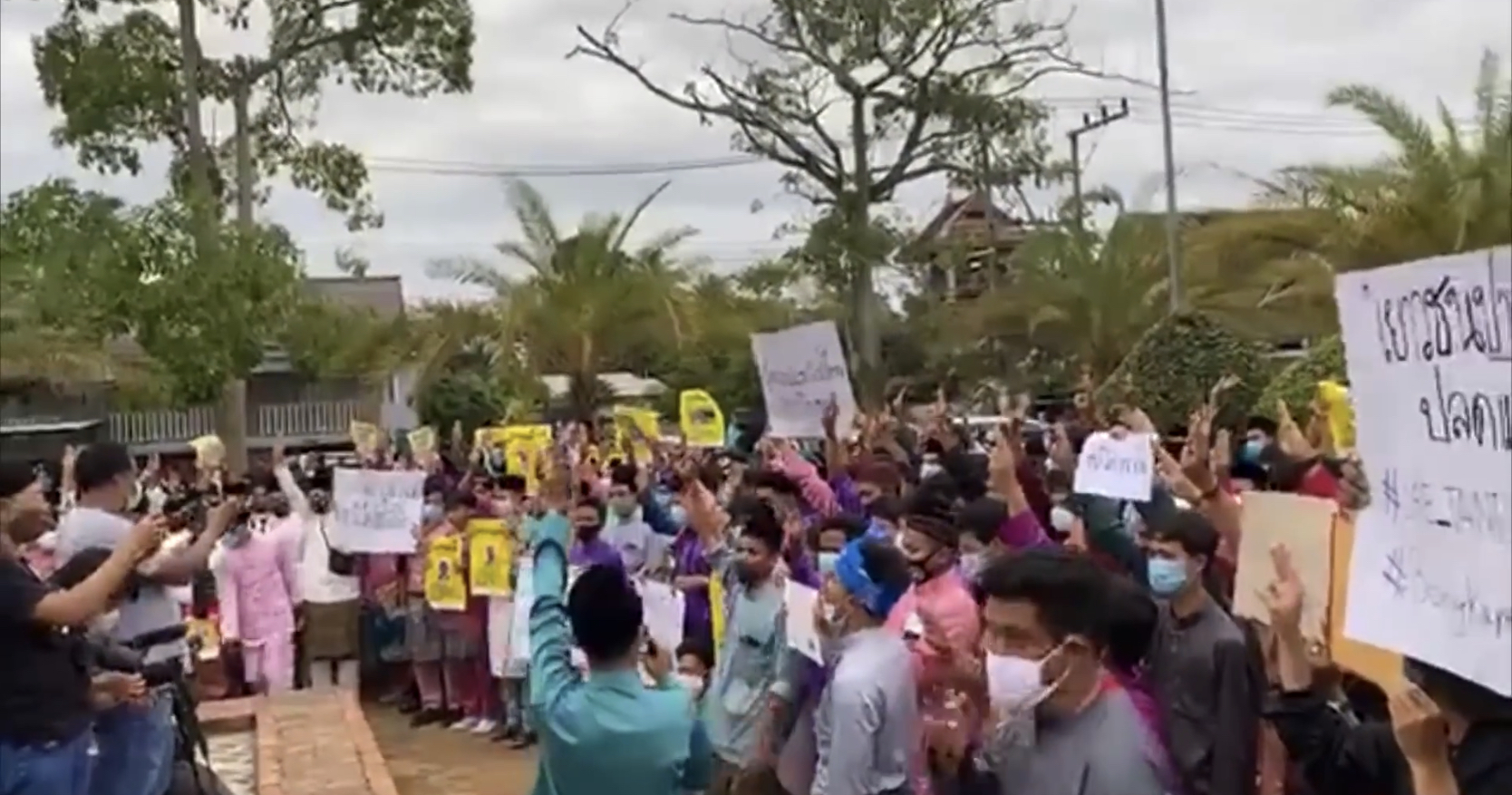
2020年タイ抗議運動において、3本指を掲げる市民。

3本指サインが実際の政治運動において民主主義を支持するジェスチャーとしてつかわれるようになったきっかけは、2014年のタイ軍事クーデターである。クーデターによって政権を握ったプラユット・チャンオチャへの抗議の意思を示すためのデモで、若者たちが『ハンガー・ゲーム』に由来する3本指サインを用いたことにより、同サインは実際の政治的意味を有するようになった。このサインは学生により使われはじめたが、前進党のような進歩主義的政党もこのサインを用いるようになった。2020年タイ抗議運動において、このサインは再び用いられるようになった。
3本指サインはタイ軍事政権によって違法化され、このジェスチャーを示した者は逮捕されるとの告知がおこなわれた。サインが実際の運動でもちいられるなかで、それぞれの指はフランス革命の理念である自由、平等、友愛を示すものであるという解釈が生まれた。
2021年ミャンマークーデターに際して、およそ200人のミャンマー人とパリット・チワラックやパヌサヤ・シティジラワッタナクルといったタイ人活動家が、バンコクのサートン通りで抗議運動をおこなった。この抗議運動の際にも、3本指サインが用いられた。この抗議運動は警察の取締りにより終了し、2人が負傷し病院に運ばれ、もう2人が逮捕された。

### 香港
2014年香港反政府デモにおいても、3本指サインが用いられた。また、2020年のタイにおける3本指サインの新たな使用に触発されるかたちで、2019年-2020年香港民主化デモにおいても、中国政府への抵抗をしめすシンボルとして同サインが用いられた。

### ミャンマー

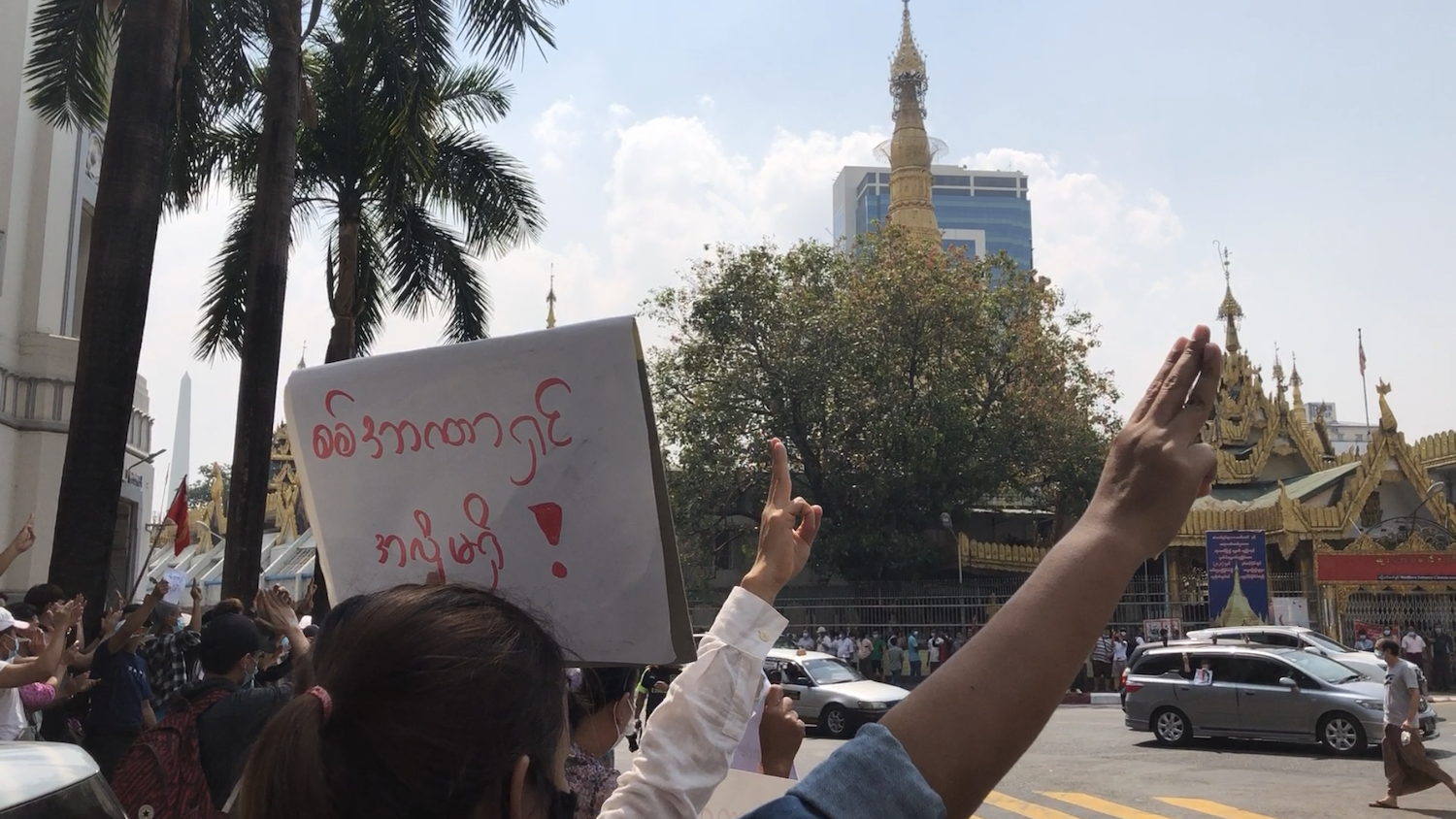
ヤンゴン市内のスレー・パゴダで3本指サインを掲げる市民

2021年ミャンマークーデター抗議デモおよびそれに続く内戦においても、同サインは軍事政権への抗議をしめすサインとして用いられた。この運動はソーシャルメディアを通じてはじまり、モデルのパインタコンや格闘家のデイブ・ルダックといった国内の著名人も参加した。サッカーミャンマー代表のピエリヤンアウンは日本戦の際に3本指サインを掲げ、身の安全を守るため日本に難民として在留した。

### カンボジア
カンボジア救国党の元副党首であるム・ソチュアは、ミャンマーへの連帯およびカンボジア人民党とフン・セン政権への抗議のサインとして、野党支持者に3本指サインを用いるよう呼びかけた。人民党はこの行動を、国家を毀損するものであると批判した。